# Бакстерэнд, Иэн
Иэн Бакстерэнд (англ. Iain Baxter&, при рождении Иэн Бакстер (англ. Iain Baxter); род. 16 ноября 1936 года, Мидлсбро, Англия, Великобритания) — канадский художник-концептуалист, один из пионеров концептуального искусства, сооснователь (вместе со своей бывшей супругой Ингрид) арт-группы N.E. Thing Co.. Член Королевского общества Канады и Королевской канадской академии искусств. Компаньон Ордена Канады (2018).

## Ранние годы жизни
Иэн Бакстер родился в 1936 году в английском городе Мидлсбро. Год спустя его семья эмигрировала в Канаду и поселилась в Калгари.
В 1959 году окончил Айдахский университет, получив там степень бакалавра, а затем — степень магистра педагогики. В том же 1959 году женился на своей однокурснице Ингрид Бакстер. В 1961 году супруги Бакстер совершили поездку в Японию для изучения искусства и эстетики этой страны. Вернувшись в США, Бакстеры поступили в Университет штата Вашингтон, по окончании которого в 1964 году получили степени магистра изящных искусств.

## N.E. Thing Co
В 1966 году Иэн и Ингрид Бакстеры создали арт-группу N.E. Thing Co., фотографии, перформансы и инсталляции которой получили достаточно большую известность как в Ванкувере, так и во всей Канаде. N.E. Thing Co. оказала большое влияние на творчество ванкуверских фотохудожников 1960-х и 1970-х годов, а также стала идейным предшественником Ванкуверской школы 1980-х Исследователь Дерек Найт, автор монографии о N.E. Thing Co., называет группу «концептуальным инструментом, который рассматривал мир искусства как параллельный с культурой потребления». По мнению ванкуверского художника И. Уоллеса, ранние фотоконцептуальные работы четы Бакстеров были призваны показать тенденцию к использованию фотографии для документирования «идейных работ и их сайтов, языковых игр и тематических описаний, а также рефлексивных исследований социального и архитектурного ландшафта».
В 1969 году N.E. Thing Co. была официально зарегистрирована как юридическое лицо. В том же году вышла одна из самых известных работ четы Бакстеров — фотография «Отражённый пейзаж: арктическое солнце» (англ. Reflected Landscape: The Arctic Sun). На этом снимке, который был сделан в Инувике с помощью зеркала, изображён солнечный диск и его отражение в снегах арктической тундры. В настоящее время снимок находится в частной коллекции.
В 1978 году, после того как Иэн и Ингрид развелись, N.E. Thing Co. прекратила своё существование.

## Поздние годы жизни
В 2005 году Иэн Бакстер юридически изменил свое имя на Iain Baxter& (произносится как Иэн Бакстерэнд). Смену имени Бакстер аргументировал двумя причинами. Первая из них — увлечение амперсандом (типографским знаком, заменяющим союз «и»), вторая — стремление подчеркнуть то, что он считает автором своих произведений не только себя, но и своих зрителей. В 2008 году Бакстерэнд создал серию скульптурных работ с использованием амперсанда, наиболее известная из которых — 10-футовый воздушный шар серебристого цвета в виде символа «&».
В 2005 году Иэну Бакстерэнду была присвоена премия Молсона — за «выдающиеся концептуальные инсталляции и проекты, а также фотографии». В решении Комитета премии Молсона о присуждении награды ванкуверский художник был назван «Маршаллом Маклюэном в изобразительном искусстве».

## Награды
- 2003 — офицер Ордена Канады[15];
- 2004 — Премия генерал-губернатора в области визуальных и медиа-искусств[англ.][16];
- 2004 — член Ордена Онтарио[англ.][17];
- 2005 — премия Молсона;
- 2006 — премия Художественной галереи Онтарио имени Гершона Исковица[18];
- 2007 — член Ордена Британской Колумбии[англ.][19];
- 2013 — член Королевского общества Канады[20]
- 2019 — компаньон Ордена Канады[21]
- почётный профессор Школы визуальных искусств Уинсорского университета[22]